# 번 (음료)

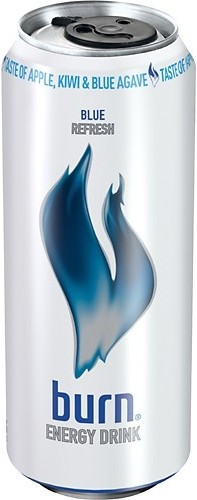
번 블루 리프레시

번(Burn)은 코카콜라에서 제조하는 에너지 드링크이다. 캔에는 검은색 색깔에 불꽃 무늬가 있으며, 각성 효과를 최대화하기 위해 음료와 따개가 빨간색이다.